# 東吹田検車場
東吹田検車場（ひがしすいたけんしゃじょう）は、大阪府吹田市南正雀4丁目にある大阪市高速電気軌道（Osaka Metro）の検車場である。阪急京都本線沿いに設置され、回送業務は阪急電鉄に委託している。
堺筋線の車両基地であるだけでなく、堺筋線の車両の全般検査・重要部検査や改造工事も担当している。ただし、一部の機器は緑木車両工場に送付し整備している。
検車場内には定期検査線1線、月検査線1線、列車検査線1線、随修線2線、車輪転削線1線が設置されている。

## 建設の経緯
Osaka Metro堺筋線の検車場で、堺筋線と相互直通運転を行っている阪急京都本線の相川駅 - 正雀駅間に設置されている。線路は京都本線の下り線のみと繋がっている。大阪市都心部を走る堺筋線内では車庫用地を確保することが困難であったため、乗り入れ先の阪急線内に建設された。
同様に車両基地を乗り入れ先の路線内に設ける方式は東京地下鉄（東京メトロ）の日比谷線・半蔵門線でも採用されている。他社線内に車両基地を設けるにあたって、ストライキの際も阪急乗務員は地下鉄電車の入出庫のための運転は例外的に行うという労使協定が結ばれた。

## 歴史
- 1969年（昭和44年）：堺筋線の開業と共に開設。
- 1991年（平成3年） - 1995年（平成7年）：1993年の堺筋線の編成両数の6両から8両化に伴い、定期検査場および検査棟を拡充。
- 1998年（平成10年）：車輪転削場を開設、車輪転削業務を開始。

## 所属車両
- 66系